# Prunus microcarpa
Prunus microcarpa är en rosväxt som beskrevs av Carl Anton von Meyer. Arten ingår i släktet prunusar och familjen rosväxter.
Växten förekommer främst i Libanon. Glest fördelade fynd är kända till Turkiet, södra Kaukasus, Turkmenistan, Afghanistan, Pakistan och Jordanien. Arten växer i kulliga landskap och bergstrakter mellan 400 och 1800 meter över havet. Prunus microcarpa ingår i buskskogar och öppna skogar. Den hittas bland annat tillsammans med ekar och andra arter av släktet Prunus.
Frukterna är ätliga och säljs på marknader. Beståndet hotas av intensivt bruk av betesmarker. IUCN listar arten som nära hotad (NT).

## Underarter
Arten delas in i följande underarter:
- P. m. pubescens
- P. m. tortuosa
- P. m. typica